# Edward Gorey
Edward St. John Gorey (Chicago, Illinois, 22 de febrero de 1925 - Hyannis, Massachusetts, 15 de abril de 2000) fue un escritor y artista estadounidense reconocido por sus libros ilustrados de un tono macabro pero con cierto sentido del humor. 

## Biografía
Nacido en Chicago, sus padres, Helen Dunham y Edward Lee Gorey, se divorciaron cuando él contaba once años y se volvieron a casar en 1952, cuando ya tenía veintisiete. Una de sus madrastras fue Corinna Mura (1909–1965), una cantante de cabaret con algunos discos editados; que tuvo un pequeño papel en Casablanca (película) donde aparecía interpretando sola un tema acompañandose con guitarra y luego, La Marsellesa, a coro, en el Rick's Café. 
Fue a varias escuelas primarias locales entre 1944 y 1946, estuvo en el ejército en Dugway Proving Ground, en Utah y, más tarde, en Harvard, (de 1946 a 1950), donde estudió francés y compartió habitación con el futuro poeta Frank O'Hara.
Aunque frecuentemente declararía que su aprendizaje artístico formal fue insignificante, Gorey estudió arte durante un semestre en el Chicago Art Institute en 1943.

## Trayectoria profesional
Desde 1953 hasta 1960 vivió en Nueva York y trabajó para el Departamento de Arte de Doubleday Anchor, ilustrando portadas de libros, como por ejemplo: Drácula de Bram Stoker, La guerra de los mundos de H. G. Wells o el Libro de los gatos habilidosos del viejo Possum de T. S. Eliot.
A lo largo de su carrera, ilustró más de 200 portadas de libros para Doubleday Anchor, Looking Glass Library de Random House, Bobbs-Merrill y como artista independiente.  En años posteriores produjo ilustraciones de portada y arte interior para muchos libros infantiles de John Bellairs , así como libros iniciados por Bellairs y continuados por Brad Strickland después de la muerte de Bellairs.
Su primer trabajo, The Unstrung Harp (El Arpa Sin Encordar), fue publicado en 1953. También publicó bajo pseudónimos tales como Ogdred Weary, un anagrama de su primer nombre y su apellido.
Los libros de historias ilustradas y dibujos de Gorey, con sus aires ominosos enmarcados en las épocas victoriana y eduardina, tuvieron un seguimiento de culto, pero Gorey llegó a ser bien conocido a través de su introducción a la serie de la PBS Mystery! en 1980 y sus diseños para la producción de Broadway de Drácula en 1977, para la cual ganó el Tony Award al Mejor Diseño de Vestuario y fue también nominado para el Mejor Diseño Escénico.
En años posteriores, Gorey vivió en Yarmouth Port, Massachusetts, en Cape Cod, donde escribió y dirigió numerosos espectáculos nocturnos, donde a menudo presentaba sus propias marionetas de papel maché, en una compañía conocida como La Theatricule Stoique. Su mayor trabajo teatral fue el libreto para "Opera Seria for Handpuppets", The White Canoe, para una partitura del compositor Daniel James Wolf.

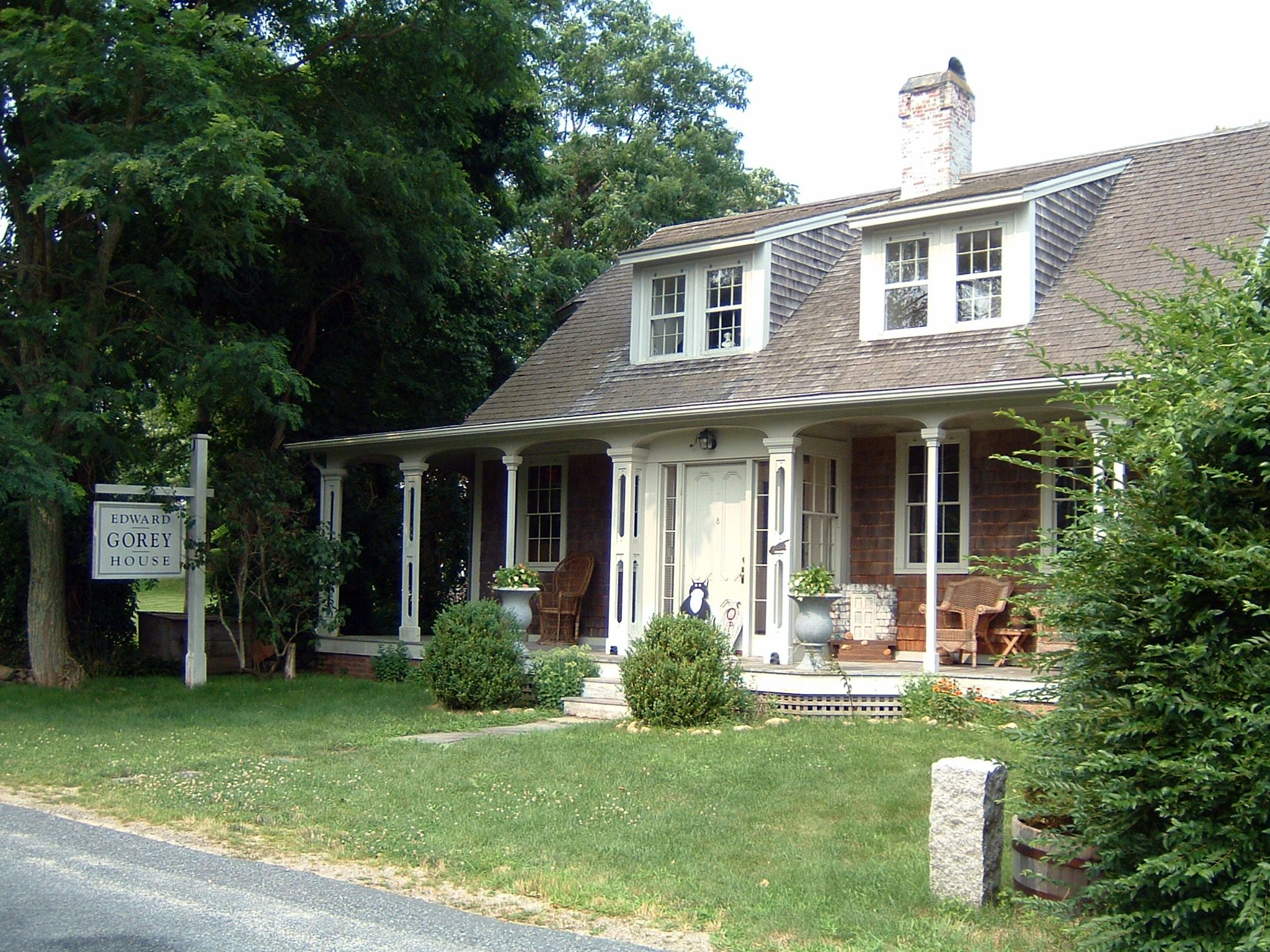
Elephant House, la casa-museo de Edward Gorey en Cape Cod.

Fue muy conocida su afición al ballet (durante muchos años, asistió a todas las representaciones del New York City Ballet) y a los gatos. Ambas figuras aparecen en su obra. Su conocimiento de la literatura y el cine era inusualmente extenso, y en sus entrevistas nombraba como alguno de sus artistas favoritos a Jane Austen, Francis Bacon (pintor), George Balanchine, Balthus, Louis Feuillade, Ronald Firbank, Lady Murasaki Shikibu, Robert Musil, Yasujirō Ozu, Anthony Trollope, y Vermeer.
Desde 1996 hasta la fecha de su muerte, el 15 de abril de 2000, el, por lo demás, normalmente solitario ilustrador, fue objeto de un documental dirigido por Christopher Seufert. Su casa en Cape Cod se llama Elephant House y ahora sirve como galería y museo.
La influencia de Gorey puede encontrarse en algunos artistas contemporáneos como Tim Burton, innegable deudor de la obra del estadounidense.

## Obras
Gorey escribió más de 100 obras, entre las que se incluyen:
- The Unstrung Harp, 1953
- El huésped dudoso, (Libros del Zorro Rojo, 2011); (The Doubtful Guest, Doubleday, 1957)
- The Object-Lesson, 1958
- El curioso sofá, (Libros del Zorro Rojo, 2012); (The Curious Sofa: a Pornographic Tale by Ogdred Weary, Astor-Honor, 1961)
- La niña desdichada, (Libros del Zorro Rojo, 2010); (The Hapless Child, Obolensky, 1961)
- The Willowdale Handcar: or, the Return of the Black Doll, 1962
- La fábrica de vinagre: Tres tomos de enseñanza moral, (Libros del Zorro Rojo, 2010); (The Vinegar Works: Three Volumes of Moral Instruction, Simon & Schuster, 1963)
- The Gashlycrumb Tinies, 1963
- Los pequeños macabros (Libros del Zorro Rojo, 2010); (The Gashlycrumb Tinies, Simon & Schuster, 1963)
- El Wuggly Ump (Libros del Zorro Rojo, 2010); (The Wuggly Ump, Lippincott, 1963)
- El dios de los insectos (Libros del Zorro Rojo, 2010); (The Insect God, Simon & Schuster, 1963)
- El ala oeste (Libros del Zorro Rojo, 2010); (The West Wing, Simon & Schuster, 1963)
- El zoo absoluto, (Libros del Zorro Rojo, 2011); (The Utter Zoo, Meredith Press, 1967)
- El murciélago dorado, (Libros del Zorro Rojo, 2014);  (The Gilded Bat, Cape, 1967)
- La bicicleta epipléjica, (Libros del Zorro Rojo, 2010); The Epiplectic Bicycle, Dodd and Mead, 1969)
- The Iron Tonic: or, a Winter Afternoon in Lonely Valley, 1969
- La procaz intimación (Libros del Zorro Rojo, 2014); (The Disrepectful Summons, Fantod Press, 1971)
- The Awdrey-Gore Legacy, 1972
- The Glorious Nosebleed, 1975
- Gorey Stories, 1983
- The Haunted Tea Cosy, 1998
- The Headless Bust: A Melancholy Meditation for the False Millenium, 1999
- The Other Statue, 2001

Muchas de las obras de Gorey fueron publicadas imperceptiblemente y son difíciles de encontrar o caras. Sin embargo, los siguientes cuatro recopilatorios recogen juntos mucho de su material. Dado que sus libros originales son cortos, estos pueden contener unos 15 por cada volumen.
- Amphigorey 1972 - ha sido publicada en castellano y contiene The Unstrung Harp, The Listing Attic, The Doubtful Guest, The Object-Lesson, The Bug Book, The Fatal Lozenge, The Hapless Child, The Curious Sofa, The Willowdale Handcar, The Gashlycrumb Tinies, The Insect God, The West Wing, The Wuggly Ump, The Sinking Spell, y The Remembered Visit.
- Amphigorey Too, 1975.
- Amphigorey Also, 1983.
- Amphigorey Again, 2004.

También ilustró otros 60 trabajos de otros autores, tales como Edward Lear, John Bellairs, y John Ciardi.